# Тумо Център за креативни технологии Ереван
Център за креативни технологии Тумо (на арменски: Թումո ստեղծարար տեխնոլոգիաների կենտրոն) е безплатно място за изучаване на дигитални медии в Ереван, Армения. От отварянето си през 2011 година Центърът обучава стотици млади хора на възраст 12 – 18. На тяхно разположение са най-нови технологични устройства и учители-професионалисти. Центърът е пресечна точка на технологиите и изкуството.
Тумо Център е с нестопанска дейност и е основан от Сам и Силва Симонян, които също финансират образователните програми чрез Фондация „Образование Симонян“.

## История
Началната идея за „Тумо“ е да се създаде синергичен хъб за образование и технологии в Армения. Различните идеи за този микс се реализират в място за извънучилищна дейност за тийнейджъри. Изграждането започва през 2003 година и завършва през 2009 – 2010 година.
Голямото откриване на „Тумо“ е на 14 август 2011 година с голям концерт на открито и рок музиканти, сред които Серж Танкян и група Дорианс.
Сред най-известните посетители на Тумо Център в Ереван са Ян Гилън, Кени Уест, Жорж Клуни и Шарл Азнавур.

## Ръководство
Тумо Център е създаден от Сам Симонян и съпругата му Силва. Фондация Симонян напълно финансира Центъра, програмите му и принадлежащия Тумо Парк. Семейство Симонян също са напълно ангажирани с оперативното ръководство на Центъра.
Мари Лу Папазян е оперативен директор на Тумо Център. Бордът на директорите се състои от професионалисти, живеещи в САЩ и Армения.

## Програми
В Тумо Център обучаваните сами избират темите и темпото си на учене. Развиват се техническите, артистичните и професионалните им умения. Включени са компютърни науки, 3D моделиране, 2D графика, рисуване, музика, писане, онлайн грамотност и комуникации.

## База
Тумо Център е разположен до река Храздан.
Базата заема над 6000 квадратни метра в Ереван с двуетажна модерна сграда. Пространството е изградено гъвкаво и отворено. Има офисни помещения, които се използват от технологични и медийни компании, които са с потенциала да станат партньори на Тумо с образователния процес.
В „Тумо“ има над 450 компютърни работни станции, над 100 iPad устройства, други мобилни устройства, както и 3D принтери, музикални клавиатури, фотоапарати и камери.
„Тумо“ се намира в едино от най-големите паркове в Ереван – паркът „Туманян“, който има различни спортни части, в това число баскетболно и футболно игрища. На площада пред „Тумо“ има и красив шадраван